# نهائي كأس الرابطة الفرنسية 2001
نهائي كأس الرابطة الفرنسية 2001 هي المباراة النهائية من منافسة كأس الرابطة الفرنسية 2000–01 ‏، أقيمت المباراة في 5 مايو 2001، في ملعب فرنسا، بين فريقي أولمبيك ليون، ونادي موناكو، وفاز فيها أولمبيك ليون، بعد أن هزم نادي موناكو، بنتيجة 2 - 1، وكان حكم المباراة Stéphane Bré ‏، وحضر المباراة 78010 شخصاً.

## تفاصيل المباراة
لعبت المباراة النهائية في 5 مايو 2001.
| أولمبيك ليون                                      | 2 -1 | نادي موناكو            |
| ------------------------------------------------- | ---- | ---------------------- |
| كلاوديو كاسابا 35 دقيقة' · باتريك مولر 118 دقيقة' |      | شعباني نوندا 64 دقيقة' |